# Robert McKenzie
Robert Davis "Bobby" McKenzie III (19 de dezembro de 1928 - Melbourne, 4 de janeiro de 2012) foi um jogador de futebol australiano. Ele jogava para o Clube de Futebol Melbourne no VFL (Victorian Football League).